# Lalo
Lalo è una città situata nel dipartimento di Kouffo nello Stato del Benin con 94 452 abitanti (stima 2006).